# Bogaletch Gebre

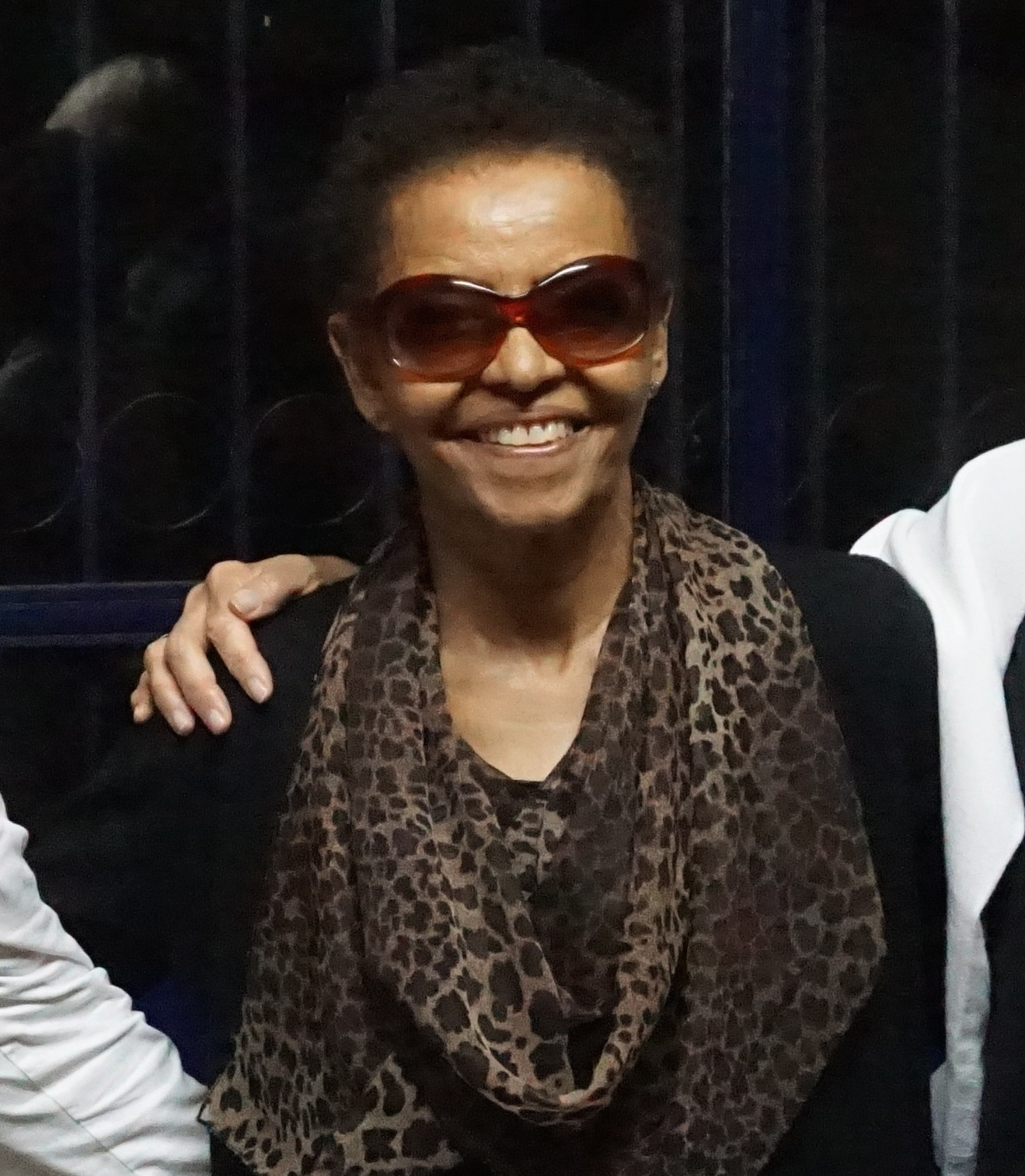
Bogaletch Gebre in 2015

Bogaletch 'Boge' Gebre (Kembata Tembaro, Ethiopië, 1960 – Los Angeles, 2 november 2019) was een Ethiopische microbiologe en vrouwenrechtenactiviste.

## Loopbaan
Gebre kwam in actie tegen het besnijden van vrouwen in Ethiopië, eind twintigste eeuw een courante praktijk. Ze richtte hiervoor samen met haar zus de organisatie Kembatti Mentti Gezzimma (KMG) op. Met het KMG probeerde Gebre de positie van de vrouw in de Ethiopische samenleving te versterken. In 2005 wonnen de zussen de North-South Prize en in 2007 the Jonathan Mann Award for Global Health and Human Rights.
Tien jaar na de oprichting stelde UNICEF vast dat 97% van de bevolking tegen het besnijden van vrouwen gekant is en deze praktijk dus niet meer toepast. Gebre kreeg hiervoor in 2013 de Koning Boudewijnprijs voor Ontwikkeling in Afrika, uitgereikt door koning Albert II en koningin Paola.